# Paratachys simulator simulator
Paratachys simulator simulator é uma subespécie de insetos coleópteros pertencente à família Carabidae.
A autoridade científica da subespécie é Coulon, tendo sido descrita no ano de 2004.
Trata-se de uma subespécie presente no território português.